# Affaire Ghislaine Leclerc
Pour les articles homonymes, voir Leclerc.
L'affaire Ghislaine Leclerc est une affaire criminelle française dans laquelle Ghislaine Leclerc-Bouzaiene, 57 ans, a été abattue de quatre balles, dans la chambre de sa maison de Volesvres en Saône-et-Loire, dans la nuit du 26 au 27 août 2010,.

## Biographie
Née le 24 juillet 1953 à Mont-Saint-Martin (Meurthe-et-Moselle), Ghislaine Leclerc sort d'un divorce compliqué avec son troisième mari, Ezzedine Bouzaiene, cuisinier né en Tunisie le 21 février 1978. Elle a trois filles, issues de son deuxième mariage avec Jean-Paul Pelletier. L'aînée, Céline, 30 ans, habite en Alsace avec son compagnon Sylvain Schrutt, paysagiste né le 19 mars 1964. 
Sa deuxième fille, Estelle, a alors 28 ans, et la troisième, Émeline, 16 ans.
Ghislaine dirige sa petite entreprise de cartes postales dans sa maison à Volesvres.

## Faits et enquête
Dans la nuit du 26 au 27 août 2010, Ghislaine Leclerc est abattue de quatre balles, dans la chambre. 
Le 28 août 2010, sa fille benjamine, Émeline, découvre le cadavre de Ghislaine au pied de son lit.
Les enquêteurs écartent la piste crapuleuse d'un cambriolage qui aurait mal tourné. Rien ne semble en effet avoir disparu dans la maison et aucune autre pièce n'est dérangée. La victime semble avoir été surprise alors qu'elle était sur le point de se coucher.
L'autopsie révèle que les quatre balles ont été tirées de très près.
Le coupable n'a laissé aucune trace. L'arme du crime est introuvable.

## Procès
En octobre 2014, le procès de Sylvain Schrutt débute à la cour d'assises de Saône-et-Loire à Mâcon. Il est condamné à dix-huit ans de réclusion criminelle. Il fait appel de cette décision.
Le 2 octobre 2015, à l'issue de son procès en appel devant les assises du Doubs à Besançon, Sylvain Schrutt est acquitté.

## Articles de presse
- « Ghislaine Leclerc : l’inceste au cœur du procès » Article de Nicolas Bretaudeau publié le 23 octobre 2014 dans Le Journal de Saône-et-Loire.

## Documentaires télévisés
- « Affaire Sylvain Schrutt : le lourd poids du mensonge » le 20 janvier 2016 dans Enquêtes criminelles : le magazine des faits divers sur W9.
- « Qui a tué Ghislaine Leclerc ? » en 2016 dans Les cicatrices de la justice.
- « Sylvain Schrutt, un gendre insoupçonnable » le 4 mars 2018 dans Faites entrer l'accusé présenté par Frédérique Lantieri sur France 2.
- « L'affaire Ghislaine Leclerc » dans Non élucidé le 23 janvier 2020 sur RMC Story.

## Émission radiophonique
- « Sylvain Schrutt, le procès sans preuve » le 10 mai 2017 dans Hondelatte raconte de Christophe Hondelatte sur Europe 1.